# Тусар, Властимил
Властимил Тусар (чеш. Vlastimil Tusar; 23 октября 1880, Прага, Цислейтания[…] — 22 марта 1924[…], Берлин) — чешский политический и государственный деятель социал-демократического толка, премьер-министр Чехословакии в 1919—1920 годах.

## Биография
Родился 23 октября 1880 года в Пражском Новом Месте, в семье чиновника Йосефа Тусара (1847—1895) и Антонии Тусаровой (урождённой Земановой, 1853—1880). Его мать скончалась спустя месяц после рождения младшего сына. В 1882 году его отец женился во второй раз на Альжбете (также урожденной Земановой), от которой у него родилось ещё двое детей.
Окончил школу торговли и коммерции в Праге, после чего стал работать продавцом-консультантом. Стал принимать участие в политической жизни с 1900 года. Первоначально был членом профсоюза торговых служащих в Праге, а с 1903 года работал редактором социал-демократической газеты «Равенство» («Rovnost») в Брно. С 1908 по 1911 год он был главным редактором этого периодического издания, которое под его руководством было преобразовано в ежедневный журнал. Был сторонником основного течения чешской социал-демократической партии, которая около 1910 года приобрела характер самостоятельной политической партии, лишь в некоторой степени сотрудничавшей с Австрийской социал-демократической партией. Организовал свою профсоюзную организацию. В 1910 году защищал чешский подход на конгрессе Второго Интернационала в Копенгагене.
На выборах в Палату депутатов Рейхсрата в 1911 году был избран депутом от избирательного округа Морава 11. Был членом парламентской фракции чешских социал-демократов вплоть до конца существования парламента. В 1913 году был также избран в Моравское земельное собрание, где он оставался до 1914 года.
Сыграл значительную роль в чешской политике во время Первой мировой войны. Участвовал во встрече моравских политиков с Томашем Гарригом Масариком перед его отъездом из Империи. В первые годы войны занимал про-имперские позиции. В августе 1916 года стал главой секретариата чешских социал-демократов в Вене. В ноябре 1916 года он также занял должность исполнительного директора «Чешского союза» — координирующей зонтичной платформы, объединяющей все чешские политические партии в Рейхсрате. В 1917 году, после восстановления парламентской жизни в монархии, стал рядовым заместителем председателя Палаты депутатов Рейхсрата. В сентябре 1917 года представлял чешских социал-демократов на международном профсоюзном конгрессе в Швейцарии. Там тот убедился, что Центральные державы проигрывают войну, поэтому отказался от своей прежней активистской, проавстрийской ориентации и стал склоняться к идее независимости. 
В январе 1918 года представил проект «Декларации трёх волхвов» от имени чешских депутатов, а с июля 1918 года он входил в состав Чехословацкого национального комитета и был его неофициальным эмиссаром в Вене (обеспечивая контакты с венским правительством в качестве заместителя председателя Палаты депутатов). 27 октября 1918 года сигнализировал Алоису Рашину о возможности осуществления объявления независимости Чехословакии. 
В период с конца 1918 по 1919 год работал в Вене в качестве переговорщика с новым австрийским правительством о демаркации границ, а 8 июля 1919 года стал вторым премьер-министром Чехословакии после Карела Крамаржа, который был заочно ушёл в отставку. Учитывая, что коммунальные выборы 1919 года в Чехии завершились однозначной победой левых сил, а также значительные позиции получила аграрная партия, новое правительство Тусара задумывалось не как широкая общенациональная коалиция, как во времена правительства Карела Крамаржа, а как союз сильнейших социалистических партий (Чехословацкая социал-демократическая рабочая партия и Чехословацкая социалистическая партия) и аграриев. Первое правительство Тусара получило название «Красно-зелёной коалиции», которая сохранилась и по итогам парламентских выборов в апреле 1920 года. В 1919–1920 годах Тусару приходилось решать не только государственные вопросы, связанные со строительством нового государства, но и внутрипартийные разногласия. Тот активно выступал против марксистского левого крыла социал-демократов, которое ещё в июне 1920 года отказалось голосовать в парламенте за программный план правительства, и стало действовать как фактически независимая политическая организация (позже это крыло было преобразовано в Коммунистическую партию Чехословакии). Партия раскололась, и господство левых сил было поставлено под сомнение.
Правительство Тусара с согласия президента Масарика заключило соглашение о свободном провозе военных грузов по восточнословацким железным дорогам в Польшу и 9 августа 1920 года официально объявило о нейтралитете в польско-советском конфликте (к нейтральному блоку присоединились также Германия и Австрия). 
14 сентября 1920 года подал в отставку с поста премьер-министра, тем самым пало его второе правительство. На парламентских выборах был избран депутатом Национального собрания, но 1 марта 1921 года ушёл в отставку с поста депутата, его мандат занял Йозеф Бубник. После ухода с поста премьер-министра отправился на лечение в Гамбург. Состояние здоровье его было очень серьезным, тот страдал от аневризмы аорты и закупорки артерий, и, несмотря на это, он всё ещё много курил. Позднее принял должность посла Чехословакии в Берлине, которую занимал с 1920 по 1924 год.
Скончался в Берлине 22 марта 1924 года от инфаркта. 